# Wimbledon Plate
Wimbledon Plate (All-England Plate) — теннисный турнир, проходивший летом в Великобритании во вторую неделю проведения Уимблдонского турнира. Проводился среди участников Уимблдонского турнира, выбывших из борьбы в первых кругах соревнования. Разыгрывался с 1896 по 1981 год среди мужчин и с 1933 по 1989 год среди женщин.

## Участники
С 1896 по 1974 год в мужском турнире принимали участие теннисисты, выбывшие из борьбы за главный приз Уимблдонского турнира в первом и втором круге. С 1975 по 1981 год в мужском турнире принимали участие игроки, выбывшие из борьбы в первых трёх кругах Уимблдонского турнира в одиночном разряде, а также игроки, выступающие только в соревнованиях пар.
В женском турнире Wimbledon Ladies' Plate с 1933 по 1974 год выступали теннисистки, проигравшие в первых двух кругах Уимблдонского турнира. В 1975 году к ним присоединились участницы, проигравшие в третьем круге (до 1983 года), и теннисистки, выступавшие только в парах на Уимблдоне.

## Призы
До середины 1950-х годов (у мужчин до 1955, у женищин до 1956 года) победители и финалисты турнира получали в награду символические денежные суммы — пять фунтов стерлингов для победителя и три для финалиста. В начале XX века оба проигравших полуфиналиста также получали по фунту и 10 шиллингов. После этого к призу, получаемому победителем, добавилась миниатюрная копия главного приза — серебряного подноса у мужчин и кубка у женщин.
С 1965 года начал возрастать объём денежного приза, но до 1974 года он оставался крайне незначительным, достигнув к этому времени 30 фунтов для победителей и 15 фунтов для финалистов. Только с 1975 года были введены денежные призы, соответствующие профессиональному уровню турнира, распределяемые между всеми участниками, вплоть до проигравших в первом круге. Мужской призовой фонд последовательно превышал женский.
Призовые деньги (в фунтах стерлингов)
| Год  | Победитель | Победитель | Финалист | Финалист | Полуфиналист | Полуфиналист | Четвертьфиналист | Четвертьфиналист | Минимальный приз | Минимальный приз |
| Год  | Мужчины    | Женщины    | Мужчины  | Женщины  | Мужчины      | Женщины      | Мужчины          | Женщины          | Мужчины          | Женщины          |
| ---- | ---------- | ---------- | -------- | -------- | ------------ | ------------ | ---------------- | ---------------- | ---------------- | ---------------- |
| 1975 | 500        | 350        | 300      | 225      | 200          | 150          | 150              | 100              | 50               | 50               |
| 1978 | 1080       | 864        | 720      | 576      | 480          | 384          | 240              | 192              | 60               | 30               |
| 1981 | 1250       | 1000       | 850      | 680      | 570          | 456          | 280              | 224              | 70               | 40               |
| 1985 | -          | 3315       | -        | 2145     | -            | 1465         | -                | 730              | -                | 140              |
| 1989 | -          | 4845       | -        | 3150     | -            | 2130         | -                | 1065             | -                | 200              |

## Победители и финалисты
За время проведения турнира его неоднократно выигрывали ведущие теннисисты мира, неудачно выступавшие в определённые годы в основном Уимблдонском турнире. Так, в 1896 и 1903 годах его выиграл Артур Гор — трёхкратный чемпион Уимблдонского турнира в 1901, 1908 и 1909 годах. В 1907 году обладателем All-England Plate стал Энтони Уилдинг, в тот же год выигравший Уимблдон в парах, а с 1910 года четырежды подряд выигрывавший главный трофей в одиночном разряде. Француз Андре Гобер выиграл этот турнир в 1910 году — за два года до своего триумфа на Олимпийских играх в Стокгольме, а в 1914 году чемпионом стал четырёхкратный олимпийский медалист Чарльз П. Диксон. В период между войнами чемпионами становились Фрэнсис Лоу — победитель чемпионата Австралазии и чемпионата мира в помещениях, и Анри Коше — лучший теннисист мира конца 20-х и начала 30-х годов. После Второй мировой войны в число чемпионов вошли будущий двукратный финалист чемпионата Франции Луис Айяла, будущая первая ракетка мира Нил Фрейзер и будущий обладатель Большого шлема в смешанном парном разряде Оуэн Дэвидсон. С начала Открытой эры, когда к участникам присоединились теннисисты-профессионалы, в число чемпионов вошли многократные победители турниров Большого шлема в парах Дик Крили, Ким Уорик и Марти Риссен, а таким звёздам, как Витас Герулайтис и Марк Эдмондсон, удалось лишь дойти до финала.
Среди женщин в период после Второй мировой войны победительницами становились будущая двукратная чемпионка Австралии Тельма Койн-Лонг и будущая обладательница 12 титулов в турнирах Большого шлема во всех разрядах Франсуаза Дюрр. После начала Открытой эры список чемпионок пополнили Вирджиния Уэйд, Ивонн Гулагонг и Пэм Шрайвер.
Регулярными участниками Wimbledon Plate были советские теннисисты. Первой советской чемпионкой на этом турнире стала в 1965 году Анна Дмитриева, а в 1974 году оба титула — и мужской, и женский — завоевали представители СССР Теймураз Какулия и Марина Крошина.

### Мужчины (Открытая эра)
| Год  | Победитель       | Финалист         | Счёт в финале  |
| ---- | ---------------- | ---------------- | -------------- |
| 1968 | Джерард Баттрик  | Герб Фицгиббон   | 6-4, 3-6, 7-5  |
| 1969 | Томас Кох        | Рэй Раффлз       | 6-1, 6-3       |
| 1970 | Роберт Мод       | Рой Барт         | 6-4, 6-3       |
| 1971 | Дик Крили        | Патрисио Корнехо | 6-3, 6-4       |
| 1972 | Ким Уорик        | Без противника   | Без игры       |
| 1973 | Джон Клифтон     | Стив Мессмер     | 6-4, 4-6, 6-1  |
| 1974 | Теймураз Какулия | Пол Кронк        | 6-3, 7-5       |
| 1975 | Томас Кох (2)    | Витас Герулайтис | 6-3, 6-2       |
| 1976 | Брайан Фэрли     | Роджер Тейлор    | 4-6, 6-3, 6-4  |
| 1977 | Марти Риссен     | Гровер Рид       | 6-4, 5-7, 9-7  |
| 1978 | Дейл Коллингс    | Тим Уилкисон     | 3-6, 9-87, 6-4 |
| 1979 | Пол Кронк        | Марк Эдмондсон   | 6-7, 6-2, 6-4  |
| 1980 | Шломо Гликштейн  | Патрис Домингез  | 6-3, 7-62      |
| 1981 | Дэвид Картер     | Крис Джонстоун   | 6-3, 6-4       |

### Женщины (Открытая эра)
| Год  | Победительница    | Финалистка      | Счёт в финале |
| ---- | ----------------- | --------------- | ------------- |
| 1968 | Вирджиния Уэйд    | Кэти Хартер     | 6-2, 12-10    |
| 1969 | Бетти-Энн Грабб   | Лора Россув     | 6-3, 4-6, 6-4 |
| 1970 | Ивонн Гулагонг    | Лита Лиэм       | 6-2, 6-1      |
| 1971 | Дженис Уэйнрайт   | Бетти Стове     | 6-4, 0-6, 6-2 |
| 1972 | Карен Кранчке     | Шэрон Уолш      | 6-1, 6-4      |
| 1973 | Хелен Гурлей      | Вероника Бёртон | 6-1, 4-6, 6-1 |
| 1974 | Марина Крошина    | Линдси Бивен    | 6-3, 8-6      |
| 1975 | Дайанна Фромхольц | Вероника Бёртон | 6-4, 6-2      |
| 1976 | Мими Викстедт     | Банни Брунинг   | 4-6, 6-3, 6-3 |
| 1977 | Ивон Вермак       | Сью Маппин      | 6-2, 7-5      |
| 1978 | Мона Геррант      | Гана Страханова | 6-2, 8-6      |
| 1979 | Сью Баркер        | Сабина Симмондс | 7-6, 6-0      |
| 1980 | Розалин Фэрбенк   | Шэрон Уолш      | 6-4, 6-2      |
| 1981 | Сью Салиба        | Пэм Касаль      | 6-3, 6-3      |
| 1982 | Клаудия Монтейро  | Рене Блаунт     | 6-3, 2-6, 6-2 |
| 1983 | Аманда Браун      | Аманда Тобин    | 3-6, 6-3, 6-4 |
| 1984 | Мелисса Браун     | Робин Уайт      | 6-2, 7-5      |
| 1985 | Элна Рейнах       | Терри Холладей  | 6-4, 6-2      |
| 1986 | Пэм Шрайвер       | Стефани Рее     | 4-6, 7-6, 6-0 |
| 1987 | Сара Гомер        | Кейт Гомперт    | 6-3, 6-4      |
| 1988 | Гретхен Мейджерс  | Сара Гомер      | 6-1 — отказ   |
| 1989 | Венди Уайт        | Элна Рейнах     | 6-3, 6-4      |